# Martin 4-0-4
El Martin 4-0-4 fue un avión de pasajeros de corto y medio alcance, bimotor y de ala baja, diseñado y construido por la compañía estadounidense Glenn L. Martin Company. Además de ser empleado por diversas aerolíneas, el Martin 4-0-4 también entró en servicio con la Guardia Costera y la Armada de los Estados Unidos con el nombre de RM-1G (posteriormente conocido como VC-3A).

## Diseño y desarrollo
Cuando la producción del Martin 2-0-2 se paralizó en 1948 a raíz de la pérdida de un aparato, como resultado de un fallo en la estructura del ala, la compañía decidió rediseñar el ala de una versión mejorada conocida como 3-0-3. La nueva aeronave pasaría a denominarse Martin 4-0-4, que presentaba cambios en las alas, presurización de cabina y un fuselaje alargado capaz de transportar hasta 40 pasajeros, con una cabina para tres o cuatro tripulantes. Al igual que en el 2-0-2, el 4-0-4 disponía de ala en voladizo con un empenaje de cola convencional. También disponía de una escalera de embarque en la parte posterior de la aeronave para el embarque y desembarque de pasajeros, así como tren de aterrizaje retráctil y dos motores a pistón Pratt & Whitney R-2800-CB16.

## Historia operacional

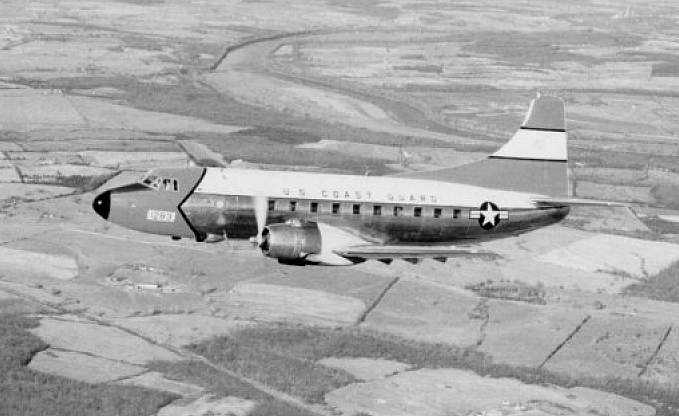
Un RM-1Z/VC-3A de la Guardia Costera de Estados Unidos en vuelo.

Las primeras entregas del 4-0-4 tuvieron lugar en el año 1951. Sus clientes fueron Eastern Air Lines (EAL), con un pedido por un total de 60 aeronaves, y Trans World Airlines (TWA), que había encargado 40 ejemplares. El tercer cliente del 4-0-4 fue la Guardia Costera estadounidense, que encargó dos unidades para ser empleadas como transportes de Estado Mayor, bajo la denominación RM-1G, posteriormente cambiada a RM-1Z y, en 1962, redesignados como VC-3A. En 1969 se transfirieron a la Armada de los Estados Unidos, siendo retirados del servicio en el año 1970.
La TWA operó sus 40 4-0-4 en sus rutas del occidente de los Estados Unidos entre los años 1951 y 1961. EAL operó sus 4-0-4 entre los años 1952 y 1962. Posteriormente, cuando estas aeronaves empezaron a ser sustituidas en las flotas de EAL y de TWA por aeronaves de turbinas, los 4-0-4 siguieron operando con aerolíneas que buscaban reemplazar sus vetustas flotas, especialmente aquellas que contaban con el Douglas DC-3. El último de los Martin 4-0-4 dejó de volar en febrero de 2008, siendo trasladado a un museo aeronáutico situado en Valle (Arizona).

## Versiones
4-0-4
Prototipo y versión de serie, 101 construidos.
RM-1Z (VC-3A)
Versión de transporte de personalidades para la Guardia Costera estadounidense, dos construidos.

## Operadores

### Civiles
Bolivia

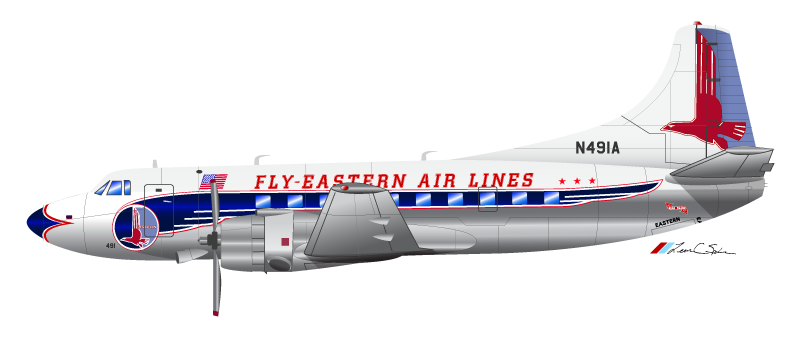
Un Martin 4-0-4 de Eastern Airlines.

- Comercializadora Aérea Mixta Boliviana (CAMBA)

 Colombia
- Aero Proveedora Proa Ltda.

 Estados Unidos
- Air South
- Atlantic Southeast Airlines (1972-1979)
- Eastern Airlines (1951-1962)
- Florida Airlines (1977-1981)
- Marco Island Airways (1973-1981)
- Mohawk Airlines (1961-1965)
- Pacific Air Lines (1959-1968)
- Ozark Air Lines (1964-1967)
- Pacific Air Lines
- Piedmont Airlines (1961-1972)
- Provincetown-Boston Airlines (1975-1984)
- Southern Airways (1961-1978)
- Trans World Airlines (1950-1961)

 República Dominicana
- Dominair

 Haití
 México
 Panamá
 Venezuela
- Rentavion

### Militares
Estados Unidos
- Guardia Costera de Estados Unidos
- Armada de los Estados Unidos

## Especificaciones
Referencia datos: Jane's All The World's Aircraft 1953–54

### Características generales
- Tripulación: Tres o cuatro
- Capacidad: 40 pasajeros
- Longitud: 22,7 m (74,6 ft)
- Envergadura: 28,4 m (93,2 ft)
- Altura: 8,7 m (28,4 ft)
- Superficie alar: 80,3 m² (864,4 ft²)
- Perfil alar: GLM-W 16
- Peso vacío: 13 211 kg (29 117 lb)
- Peso cargado: 20 366 kg (44 886,7 lb)
- Planta motriz: 2× motor radial de 18 cilindros en dos filas refrigerado por aire Pratt & Whitney R-2800-CB16.
  - Potencia: 1800 kW (2482 HP; 2448 CV) (al despegue), 1300 kW (1800 hp) (potencia normal) cada uno.
- Hélices: Hamilton Standard 2H17K3-48R tripala
- Diámetro de la hélice: 4,01 m

### Rendimiento
- Velocidad máxima operativa (Vno): 502 km/h (312 MPH; 271 kt) a 4400 m (14 500 pies)
- Velocidad crucero (Vc): 450 km/h (280 MPH; 243 kt) a 5500 m (18 000 pies)
- Velocidad de entrada en pérdida (Vs): 130 km/h (81 MPH; 70 kt) a nivel del mar
- Alcance: 1740 km (940 nmi; 1081 mi)
- Alcance en ferry: 4200 km
- Techo de vuelo: 8800 m (28 871 ft)
- Régimen de ascenso: 9,7 m/s (1905 ft/min)
- Carrera de despegue para 15 m (50 pies): 600 m (1980 pies)
- Distancia de aterrizaje desde 15 m (50 pies): 530 m (1750 pies)

## Aeronaves relacionadas

### Desarrollos relacionados
- Martin 2-0-2

### Aeronaves similares
- CASA C-207 Azor
- Convair CV-240
- Vickers VC.1 Viking
- Saab 90 Scandia
- Ilyushin Il-14

### Secuencias de designación
- Secuencia Numérica (interna de Martin): ← 270 - 272 - 290 - 303 - 307 - 313 - 316 →
- Secuencia R_M (Aviones de Transporte de la Armada estadounidense, 1931-1962 (Martin, 1922-1962)): RM
- Secuencia C-_ (Aviones de Carga estadounidenses, 1962-presente): C-1 - C-2 - C-3 - C-4 - C-5 - C-6 →